# Bobby Weaver
Robert „Bobby“ Brooks Weaver (* 29. Dezember 1958 in Rochester, New York) ist ein ehemaliger US-amerikanischer Ringer. Er war Olympiasieger 1984 im freien Stil im Papiergewicht.

## Werdegang
Bobby Weaver wuchs in Blairstown, New Jersey, auf und besuchte dort die Blair Academy, eine private High School in Blairstown Township. Dort kam er auch zum Ringen. Anschließend besuchte er die Lehigh University in Bethlehem, Pennsylvania. Hier entwickelte er sich zu einem hervorragenden Freistilringer, der mehrere Male „EIWA“-Champion im Papiergewicht wurde. EIWA ist eine Vereinigung der Universitäten an der Ostküste der Vereinigten Staaten. Bei den NCAA-Championships (US-amerikanische Studentenmeisterschaft) erreichte er 1982 den 2. Platz im Papiergewicht. Weaver war ein sehr leichter Ringer, der in seiner Karriere fast ausschließlich im Papiergewicht, das ein Gewichtslimit von 48 kg hatte, startete.
Erfolgreicher war er bei den US-amerikanischen Meisterschaften (AAU-Championships), denn hier errang er erstmals 1978 den Meistertitel, dem er noch mehrere folgen ließ. Seinen Einstand auf der internationalen Ringermatte gab er bei der Junioren-Weltmeisterschaft 1977 in Las Vegas. Er wurde dort im Papiergewicht Vize-Weltmeister hinter dem sowjetischen Sportler Kasabiew. 1979 wurde er bei der Weltmeisterschaft in San Diego Vize-Weltmeister bei den Senioren. Dabei musste er nach vier siegreich verlaufenen Kämpfen im Endkampf gegen den Titelverteidiger Sergei Kornilajew aus der Sowjetunion eine Niederlage einstecken.
Im Jahre 1980 konnte er nicht an den Olympischen Spielen in Moskau teilnehmen, weil die Vereinigten Staaten diese Spiele boykottierten. Im Herbst dieses Jahres gewann er beim Welt-Cup in Toledo (Ohio) die Konkurrenz im Papiergewicht und besiegte dabei den Olympiasieger von 1972 Roman Dmitrijew aus der UdSSR.
Beim Welt-Cup 1981 in Toledo musste er sich im Papiergewicht erneut Sergei Kornilajew geschlagen geben. Zum nächsten Einsatz bei einer internationalen Meisterschaft kam Bobby Weaver dann erst wieder 1983 bei der Weltmeisterschaft in Kiew. Er verpasste dort aber das Finale und erreichte den 5. Platz.
Im Jahre 1984 gehörte er der US-amerikanischen Mannschaft bei den Olympischen Spielen in Los Angeles an. Dort nutzte er die Gunst der Stunde und wurde im Papiergewicht Olympiasieger. Dazu reichten ihm drei siegreiche Kämpfe gegen Reiner Heugabel, Deutschland, Gao Wenhe, China und Takashi Irie, Japan.
Nach diesem Olympiasieg beendete er seine Ringerkarriere. Er war dann 15 Jahre lang Ringertrainer an der Easton High School in Easton, Pennsylvania. Nunmehr wirkt er in Easton bei wohltätigen Programmen verschiedener Organisationen wie United Way, „Big Brother/Big Sister“ und „Easton PAL“ mit.
2008 wurde Robert „Bobby“ Weaver als herausragendes Mitglied der National Wrestling Hall of Fame, die Ringer-Ruhmeshalle in den Vereinigten Staaten, geehrt.

## Internationale Erfolge
(OS = Olympische Spiele, WM = Weltmeisterschaft, F = freier Stil, Pa = Papiergewicht, Fl = Fliegengewicht, damals bis 48 kg bzw. 52 kg Körpergewicht)
- 1977, 2. Platz, Junioren-WM in Las Vegas, F, Pa, hinter Kasabiew, UdSSR u. vor Stanew, Bulgarien und Mohamed Esmailpour, Iran
- 1977, 2. Platz, Welt-Cup in Toledo (Ohio), F, Pa, hinter Arschak Sanojan, UdSSR u. vor Nobuo Fujisawa, Japan u. George Gunovski, Kanada
- 1979, 1. Platz, „Werner-Seelenbinder“-Turnier in Leipzig, F, Pa, vor Jan Zidzik, Polen u. Ahmed Star, Irak
- 1979, 2. Platz, WM in San Diego, F, Pa, mit Siegen über Alfredo Olvera, Mexiko, Nobuo Fujisawa, Jan Falandys, Polen u. Dang Son-Gob, Südkorea u. einer Niederlage gegen Sergei Kornilajew, UdSSR
- 1980, 1. Platz, Welt-Cup in Toledo (Ohio), F, Pa, vor Roman Dimitrijew, UdSSR, Shinichi Ishikawa, Japan, Ron Moncour, Kanada u. Adel Kaman, Afrika
- 1981, 2. Platz, Welt-Cup in Toledo (Ohio), F, Pa, hinter Sergei Kornilajew u. vor D. Bold, Mongolei
- 1983, 5. Platz, WM in Kiew, F, Pa, hinter Kum Cher-Hwan, Südkorea, Alexander Dorschu, UdSSR, Jan Falandys u. László Bíró, Ungarn
- 1984, 1. Platz, Welt-Cup in Toledo (Ohio), F, Pa, vor Alexander Dorschu, Atten Hasanow, Bulgarien, Luis Abreu, Kuba u. Faisal Shaheen, Kanada
- 1984, Goldmedaille, OS in Los Angeles, F, Pa, mit Siegen über Reiner Heugabel, Deutschland, Gao Wenhe, Volksrepublik China u. Takashi Irie, Japan

## US-amerikanische Meisterschaften (AAU-Ch.)
- 1977, 2. Platz, F, Pa, hinter Bill Rosado u. vor Richard Salamone
- 1978, 1. Platz, F, Pa, vor Bill Rosado u. Richard Salamone
- 1979, 1. Platz, F, Pa, vor Sun Jab-Do, Südkorea u. Richard Salamone
- 1980, 1. Platz, F, Pa, vor Adam Cuesta u. Richard Salamone
- 1982, 1. Platz, F, Fl, vor Joseph Spinazzola u. Anthony Amado